# Aszdod
Aszdodⓘ (hebr. ‏אשדוד‎; arab. ‏إسدود/أشدود‎, Isdud) – miasto położone w Dystrykcie Południowym w Izraelu.

## Położenie
Leży na wybrzeżu Morza Śródziemnego w północno-zachodniej części pustyni Negew w odległości 25 km na południe od Tel Awiwu, w otoczeniu miasta Jawne, miasteczka Gan Jawne, moszawów Ben Zakkaj, Kefar Awiw, Nir Gallim, Bene Darom, Gan ha-Darom, Szetulim, Sede Uzzijjahu, Emunim i Bet Ezra, oraz wiosek Nitsan i Niccan B. Jest to ważny port morski i ośrodek przemysłowy Izraela. Na południowy wschód od miasta znajduje się baza lotnicza Chacor należąca do Sił Powietrznych Izraela. Na północ od miasta jest baza lotnicza Palmachim, kosmodrom Palmachim i Centrum Badań Nuklearnych Sorek, natomiast na południe znajduje się szkoleniowa baza wojskowa Sił Obronnych Izraela – Camp Lahaw.

## Geografia

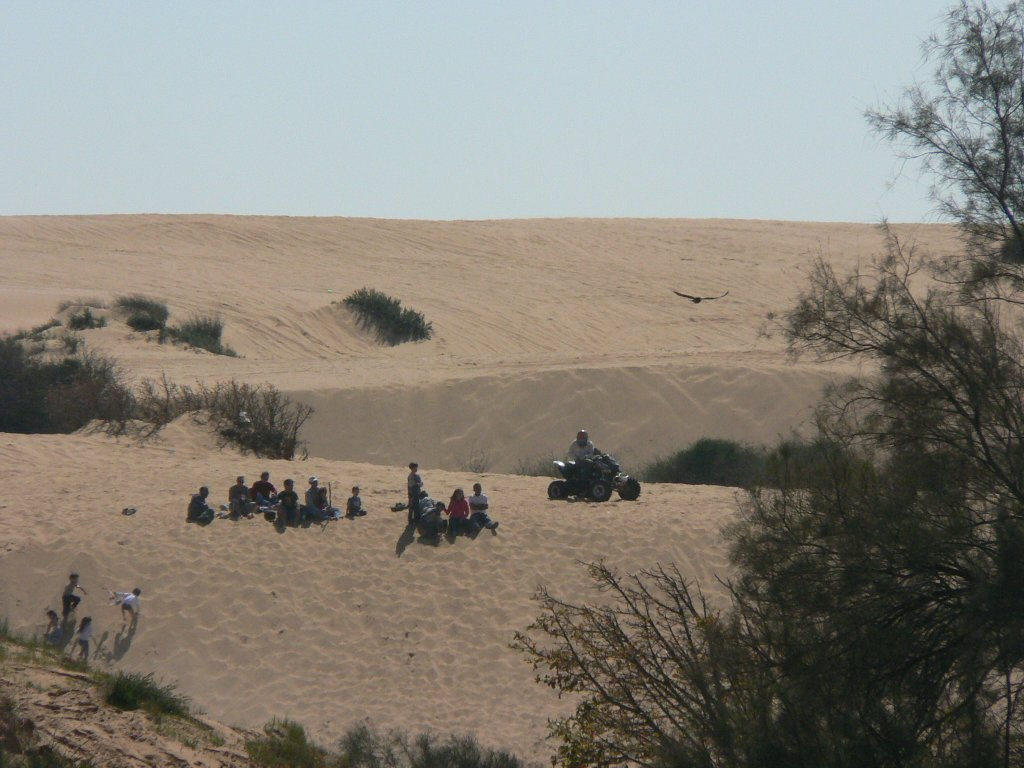
Nadmorskie wydmy w otoczeniu Aszdod

Jest to młode miasto utworzone w 1956 roku. Zajmuje ono powierzchnię 47,2 km². Jest położone na wybrzeżu Morza Śródziemnego, na wzgórzu pomiędzy nadmorskimi wydmami. Jest położone pomiędzy miastami Riszon le-Cijjon na północy i Aszkelon na południu, w odległości 70 km od Jerozolimy i Beer Szewy.
W północnej części miasta znajduje się port morski z przyległymi do niego trzema strefami przemysłowymi. Taka lokalizacja wynikała z faktu, że występują tutaj najczęściej wiatry południowe. Dzięki takiemu położeniu, miasto jest wolne od większości zanieczyszczeń przemysłowych. Dzielnice mieszkaniowe powstawały asymetrycznie i w mieście brak konkretnego centrum.
Posiada ono dużą liczbę nadmorskich plaż. Dużą tutejszą atrakcją jest położony przy południowej granicy miasta rezerwat przyrody Ashdod Nitzanim Dune Park. W znacznym stopniu komplikuje on plany dalszego rozwoju miasta, które jest mocno ograniczone terytorialnie.

### Klimat
Aszdod ma klimat śródziemnomorski, który charakteryzuje się gorącymi i suchymi latami oraz chłodnymi i deszczowymi zimami. Wiosna rozpoczyna się w marcu, a w drugiej połowie maja rozpoczyna się lato. Średnia temperatura latem wynosi 27 °C, a zimą 12 °C. Zimą zdarza się spadek temperatury do 5 °C. Największe opady deszczu występują pomiędzy listopadem a marcem. Suma rocznych opadów atmosferycznych wynosi 510 mm.

Temperatura w kolejnych miesiącach roku (w °C) – średnia pomiarów z lat 1981–2000:
| Miesiąc                | I     | II   | III  | IV   | V    | VI   | VII  | VIII | IX   | X    | XI   | XII   |
| ---------------------- | ----- | ---- | ---- | ---- | ---- | ---- | ---- | ---- | ---- | ---- | ---- | ----- |
| Maksymalna temperatura | 17,2  | 17,5 | 19,7 | 24,6 | 27,4 | 29,5 | 30,8 | 31,1 | 30,2 | 27,9 | 23,6 | 19,2  |
| Minimalna temperatura  | 8,1   | 8,0  | 9,3  | 11,9 | 14,8 | 18,0 | 20,6 | 21,4 | 20,1 | 17,5 | 13,1 | 9,8   |
| Suma opadów mm         | 127,9 | 98,6 | 61,4 | 17,8 | 3,0  | 0    | 0    | 0    | 2,3  | 19,0 | 69,8 | 114,7 |

Źródło danych: Israel Central Bureau of Statistics.

## Historia

### Starożytność
Pierwsze osadnictwo w rejonie dzisiejszego Aszdod datuje się epokę paleolitu. O tutejszej osadzie wspominają teksty spisane w języku ugaryckim w czasach starożytnego Kanaanu. Pod koniec XIII wieku p.n.e. miasto zdobyły i zniszczyły ludy morza. Na początku XII wieku p.n.e. osiedlili się tutaj Filistyni, którzy stworzyli unię pięciu miast. Znajdowało się tutaj centrum uwielbienia przez Kananejczyków boga Dagona.

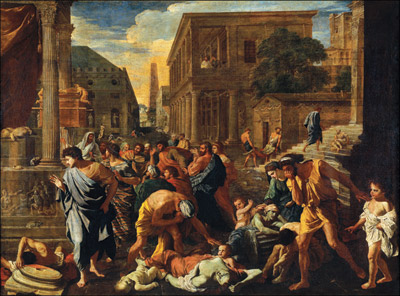
Zaraza w Aszdod

Opis biblijny wspomina o Aszdod jako głównym mieście Filistynów (Księga Jozuego 15:46; 1 Księga Samuela 6:17). Wówczas Filistyni zdobyli na Izraelitach Arkę Przymierza, którą zanieśli do miasta Aszdod i umieścili w świątyni boga Dagona. Następnego ranka posąg Dagona leżał powalony twarzą na ziemię. Sytuacja ta powtarzała się, a na mieszkańców miasta spadła zaraza. Ustąpiła ona dopiero wtedy, gdy Filistyni oddali Arkę Izraelitom (1 Księga Samuela 6:5).
W X wieku p.n.e. rejon Aszdod został opanowany przez Izraelitów i ziemie Filistynów weszły w skład Królestwa Izraela pod panowaniem króla Dawida. W 950 p.n.e. Aszdod zostało zniszczone przez faraona Siamuna. Miasto nie było odbudowywane do co najmniej 815 p.n.e.
W 711 r. p.n.e. Aszdod (akad. Asdudu) zdobyty został przez wojska asyryjskiego króla Sargona II (722-705 p.n.e.) i przekształcony w stolicę nowej prowincji asyryjskiej. Wówczas była to najdalej na południe wysunięta prowincja asyryjska spośród tych, które leżały na wybrzeżu Morza Śródziemnego. W 669 r. p.n.e. Szamasz-kaszid-ajabi, gubernator prowincji Aszdod (Asdudu), pełnił urząd asyryjskiego eponima (limmu).
W 605 p.n.e. miasto zajął król babiloński Nabuchodonozor II. W 539 p.n.e. miasto odbudowano, ale w czasie swojej kampanii zdobył je król macedoński Aleksander III Macedoński. Zmieniono wówczas nazwę z Aszdod na Izotus (łac. Azotus). Podczas powstania Machabeuszów miasto zdobył żydowski przywódca Juda Machabeusz. Jego brat Jonatan w 147 p.n.e. zburzył tutejszą świątynię Dagona. W następnych latach odbudowano mury obronne i miasto zaczęło podnosić się z upadku. Pomimo swojej lokalizacji w odległości 6 km od wybrzeża, zarówno Klaudiusz Ptolemeusz, jak i Józef Flawiusz opisali Aszdod jako miasto nadmorskie. Być może wiązało się to z faktem, że Aszdod kontrolowało pobliskie wybrzeże, na którym znajdował się port Azotus Paraliyus.

### Średniowiecze

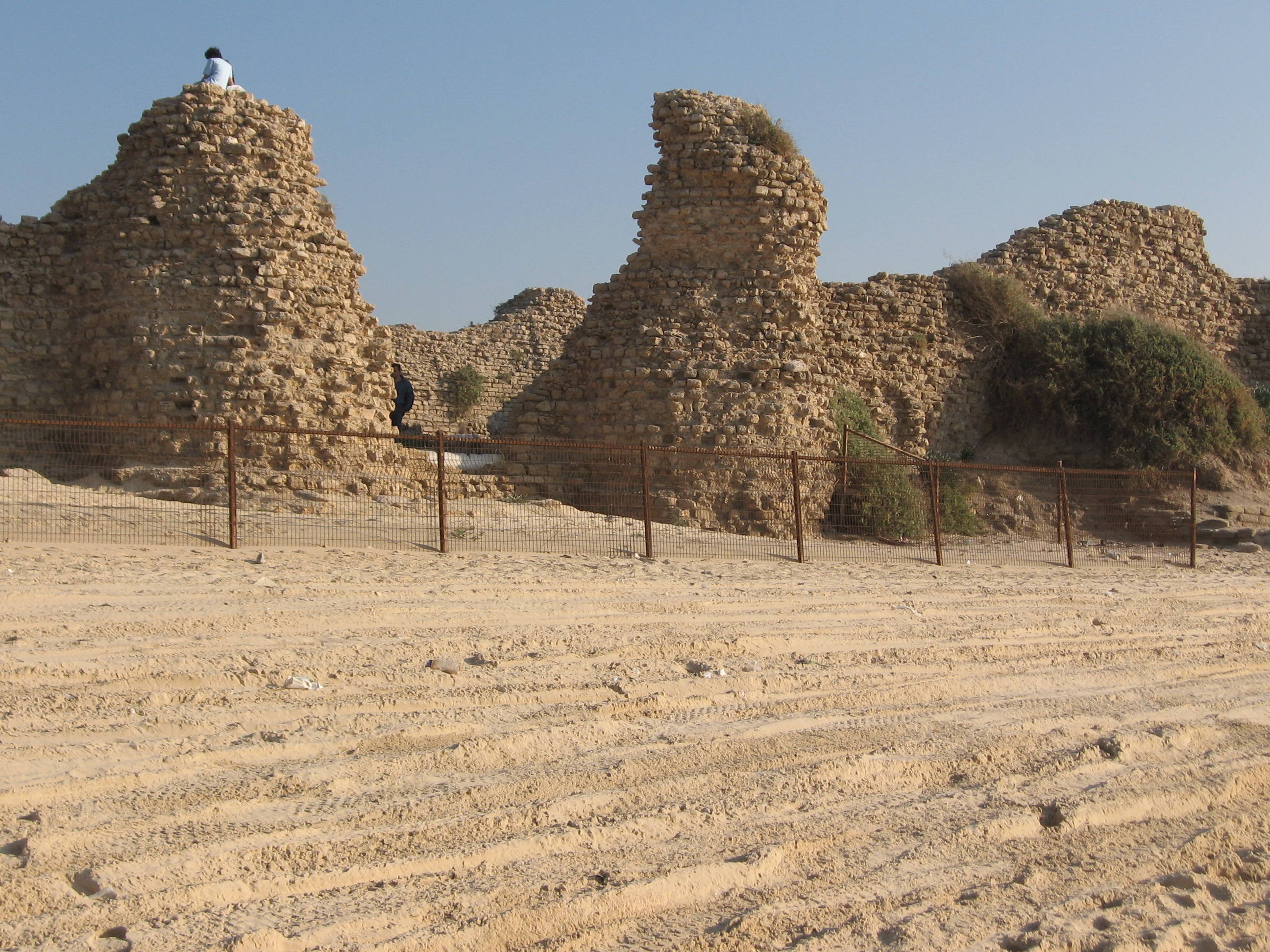
Pozostałości twierdzy Aszdod

Miasto utrzymywało swoje duże znaczenie aż do VII wieku, gdy Arabowie wybudowali cytadelę przy porcie Azotus Paraliyus. Była to twierdza broniąca wybrzeże przed działaniami floty Bizancjum. W X wieku Aszdod znalazło się pod panowaniem Fatymidów. Była to jednak niewielka wieś, położona w strategicznym miejscu, na pomoście pomiędzy Europą a Afryką. W okresie panowania tureckiego wioska pozostawała zapomniana i w 1596 liczyła zaledwie 413 mieszkańców.

### Czasy współczesne

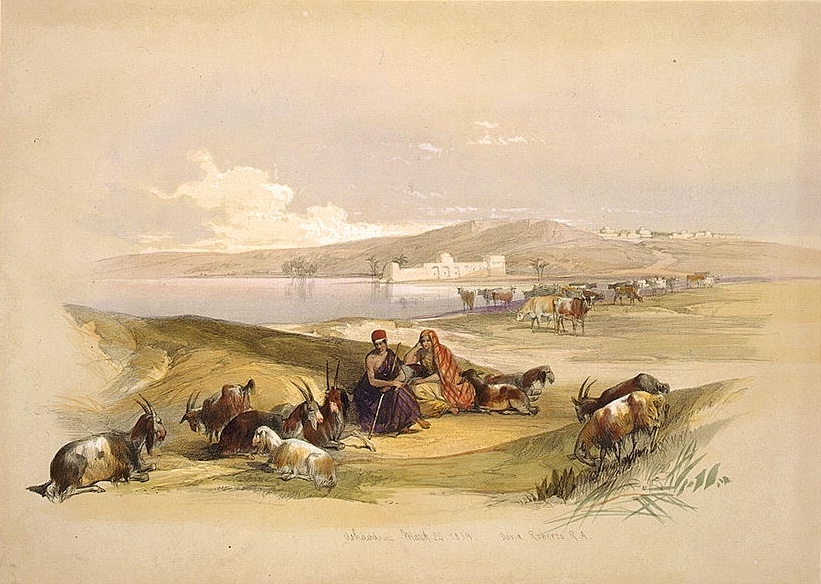
Widok na Aszdod – początek XIX wieku.

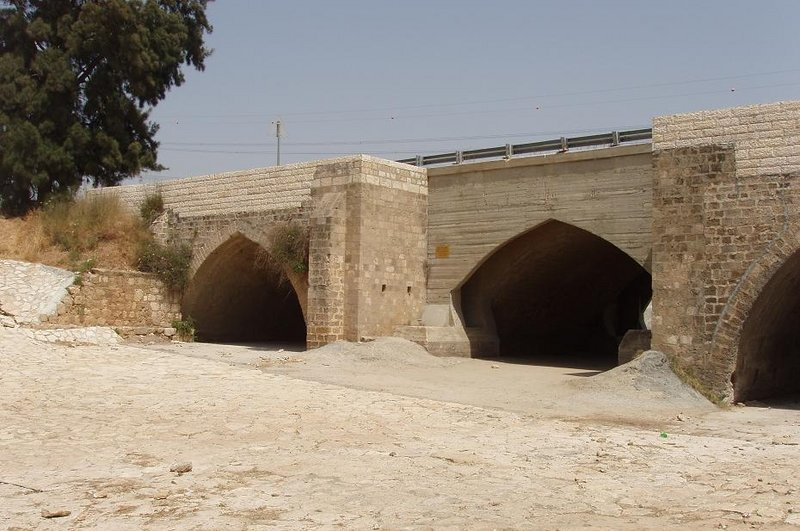
Most Halom w Aszdod

Na początku XX wieku wieś była znana jako wieś Esdūd. Populacja wynosiła 5 tys. osób, którzy trudnili się handlem i rolnictwem.
Podczas I wojny arabsko-izraelskiej 1948 Isdud zostało zajęte przez wojska egipskie w dniu 29 maja 1948. Przy tutejszym moście Halom został powstrzymany marsz wojsk egipskich na Tel Awiw. Był to najdalej wysunięty na północ punkt w Palestynie osiągnięty przez egipską armię. W całej okolicy doszło do licznych starć izraelsko-egipskich. W październiku 1948 izraelskie oddziały otoczyły Aszdod, który był ostrzeliwany i bombardowany z powietrza. Wioska została zajęta przez Izraelczyków 28 października 1948. Większość arabskich mieszkańców uciekła wówczas do Egiptu.
W 1953 rzeczoznawcy budowlani i projektanci wybrali te okolice pod budowę nowej elektrowni (Eszkol), która miała zasilać południową część kraju. Do jej budowy przyjechali tutaj robotnicy z Rechowot i Gedery. 1 maja 1956 minister finansów Lewi Eszkol oficjalnie zatwierdził utworzenie nowej miejscowości Aszdod. Do przeprowadzenia prac budowlanych powstała firma Ashdod Company Ltd., założona przez Oveda Ben-Ami i Philippa Klotznika. Pierwsi osadnicy przybyli do Aszdod w listopadzie 1956. Była to grupa 22 żydowskich rodzin z Maroka, do których dołączyli imigranci z Egiptu.
W 1958 ukończono budowę elektrowni Eszkol A, która składa się z trzech bloków energetycznych: dwa po 50 MW i jeden 45 MW. Tuż obok powstał zakład odsalania morskiej wody. W kwietniu 1961 rozpoczęto budowę portu Aszdod, którego otwarcie nastąpiło w listopadzie 1963. Pierwszy zagraniczny statek wpłynął do portu w listopadzie 1965 (był to szwedzki statek „Wiengelgad”).
W październiku 1958 Aszdod uzyskało status samorządu lokalnego. W latach 60. do miasta przyjechała duża grupa imigrantów z Rumunii i w latach 70. z Gruzji. Prawa miejskie Aszdod otrzymało w 1968. Od 1991 w Aszdod zaczęli masowo osiedlać się imigranci z krajów byłego ZSRR (ogółem ponad 60 tys. Żydów). Nastąpiła wówczas gwałtowna rozbudowa miasta. W latach 90. miasto przyjęło także dużą liczbę Żydów z Etiopii (Felaszowie). W ostatnich latach osiedlili się tutaj imigranci z Francji, Argentyny i Indii.
Miasto należy do obszarów zagrożonych sporadycznymi atakami rakietowymi, ze Strefy Gazy.

## Demografia
Zgodnie z danymi Centralnego Biura Statystyki Izraela w 2008 roku w mieście żyło 208,1 tys. mieszkańców, z czego 95% to Żydzi. Nieżydowska część mieszkańców to najczęściej wynik małżeństw mieszanych. Niedawne badania demograficzne wykazały, że około 32% mieszkańców miasta jest nowymi imigrantami przybyłymi do Izraela, z czego 85% pochodzi z krajów byłego ZSRR.

Populacja miasta pod względem wieku:
| Wiek (w latach) | Procent populacji |
| --------------- | ----------------- |
| 0–4             | 9,8%              |
| 5–9             | 9,6%              |
| 10–14           | 8,4%              |
| 15–19           | 7,3%              |
| 20–29           | 14,5%             |
| 30–44           | 19,1%             |
| 45–59           | 16,2%             |
| ponad 60        | 15,1%             |

Źródło danych: Central Bureau of Statistics.

### Religia
Ponad 30% Żydów mieszkających w Aszdod deklaruje się jako ludzie religijni, pomimo to, miasto jest w przeważającej większości świeckie. Największe skupisko religijnych Żydów ortodoksyjnych żyje w osiedlu 7 (Rova Zayin), które posiada wszystkie potrzebne im instytucje, takie jak jesziwy, cheder, mykwa i inne. W mieście jest wiele różnorodnych synagog.
Aszdod jest miejscem zamieszkania największej na świecie społeczności Karaimów (około 5 tys. osób).
W mieście jest także kościół protestancki Scandinavian Seamen, założony przez pochodzącego z Norwegii pastora Per Faye-Hansen (Sprawiedliwy wśród Narodów Świata).

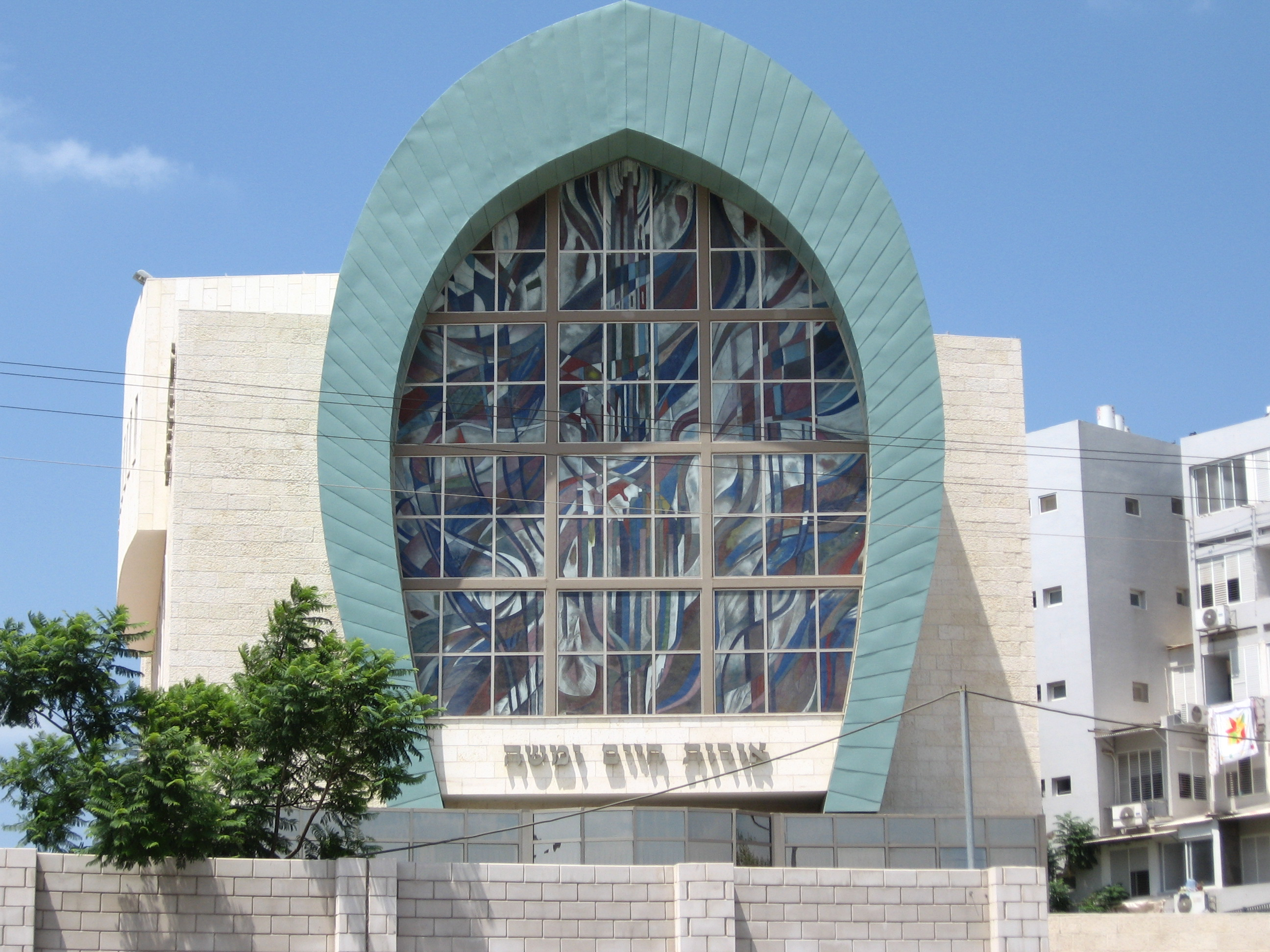
Uczelnia religijna Orot Haim
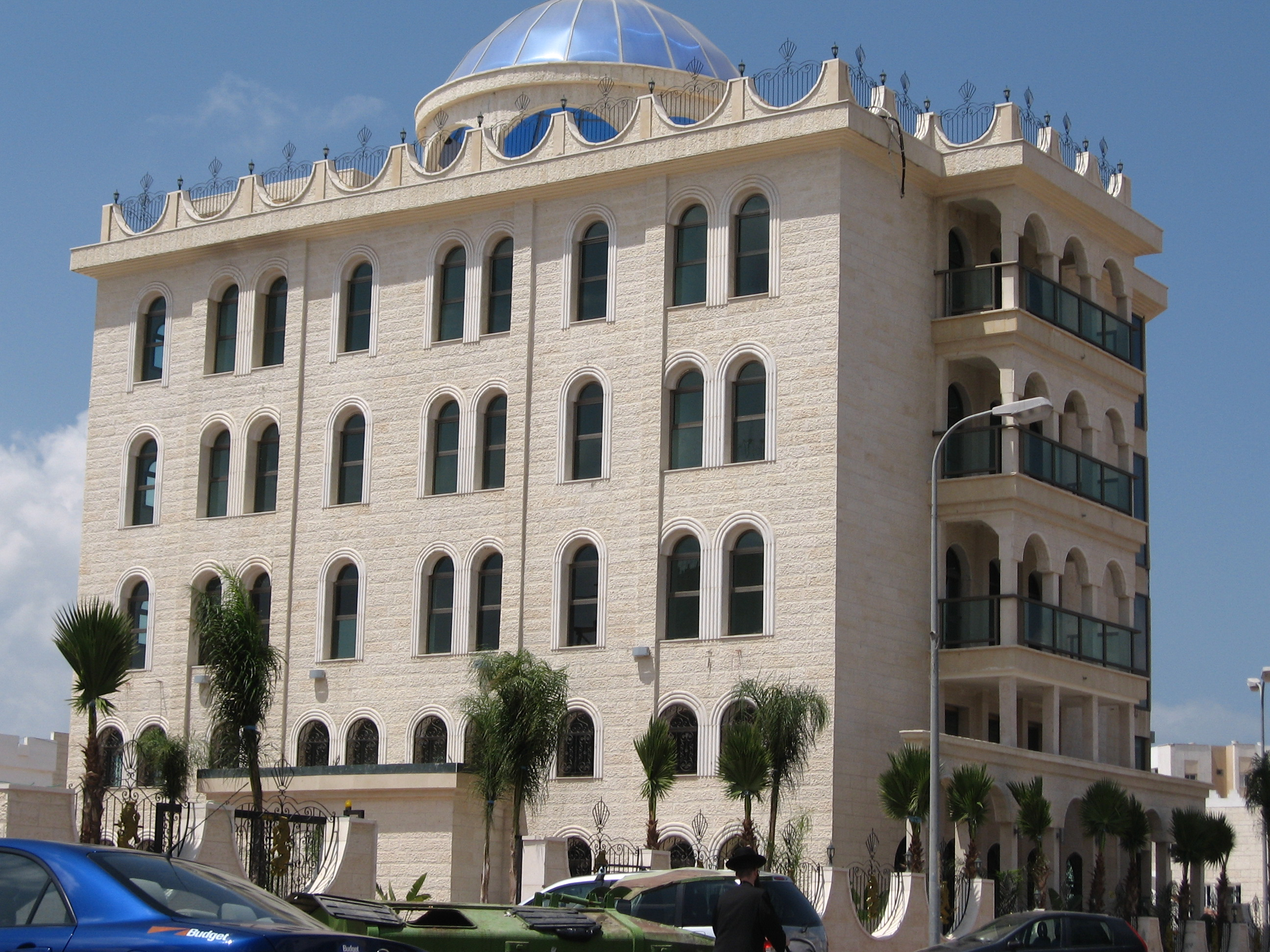
Uczelnia religijna w dzielnicy Rova Zayin
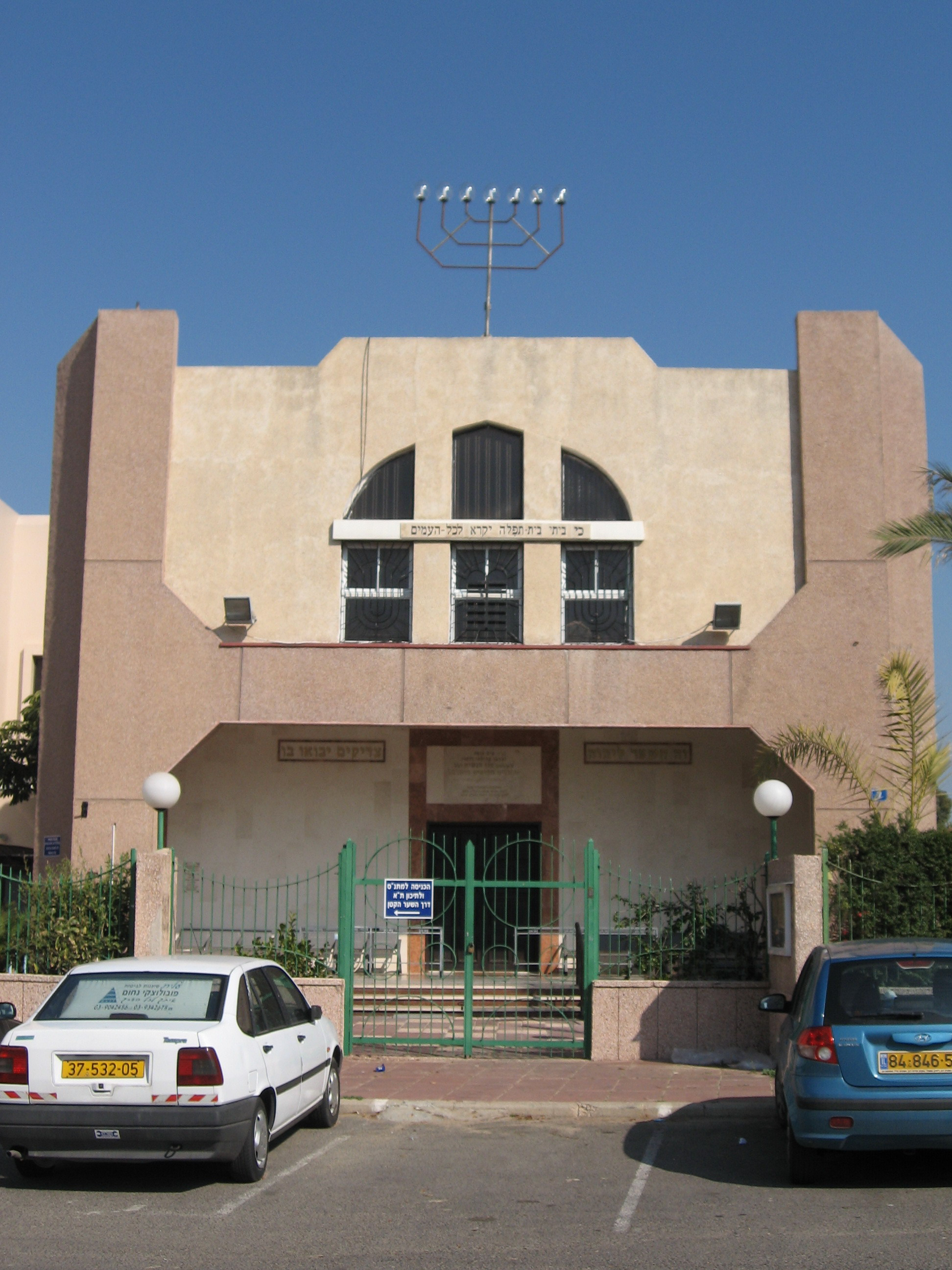
Kienesa karaimska
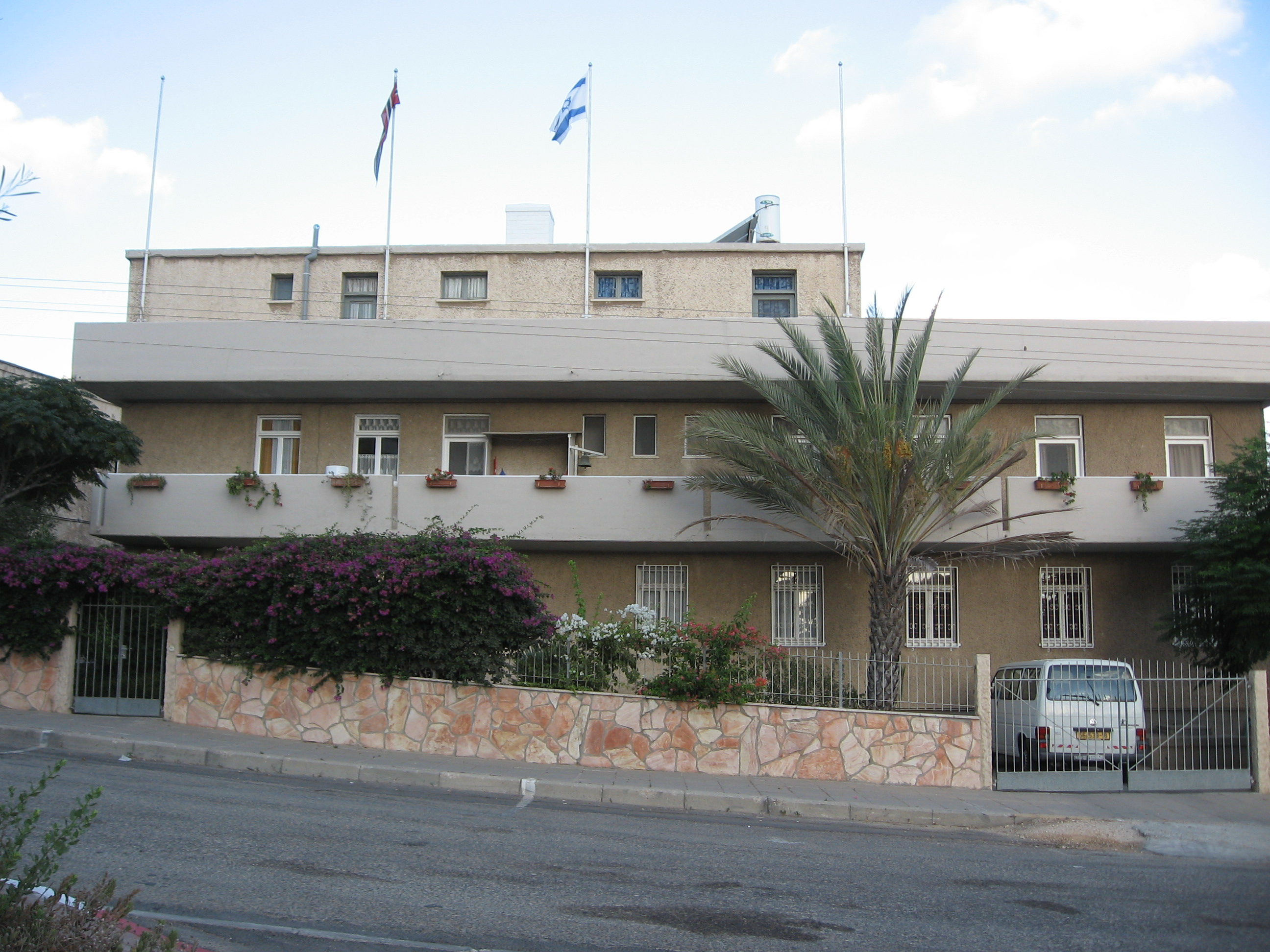
Protestancki kościół Scandinavian Seamen

## Edukacja

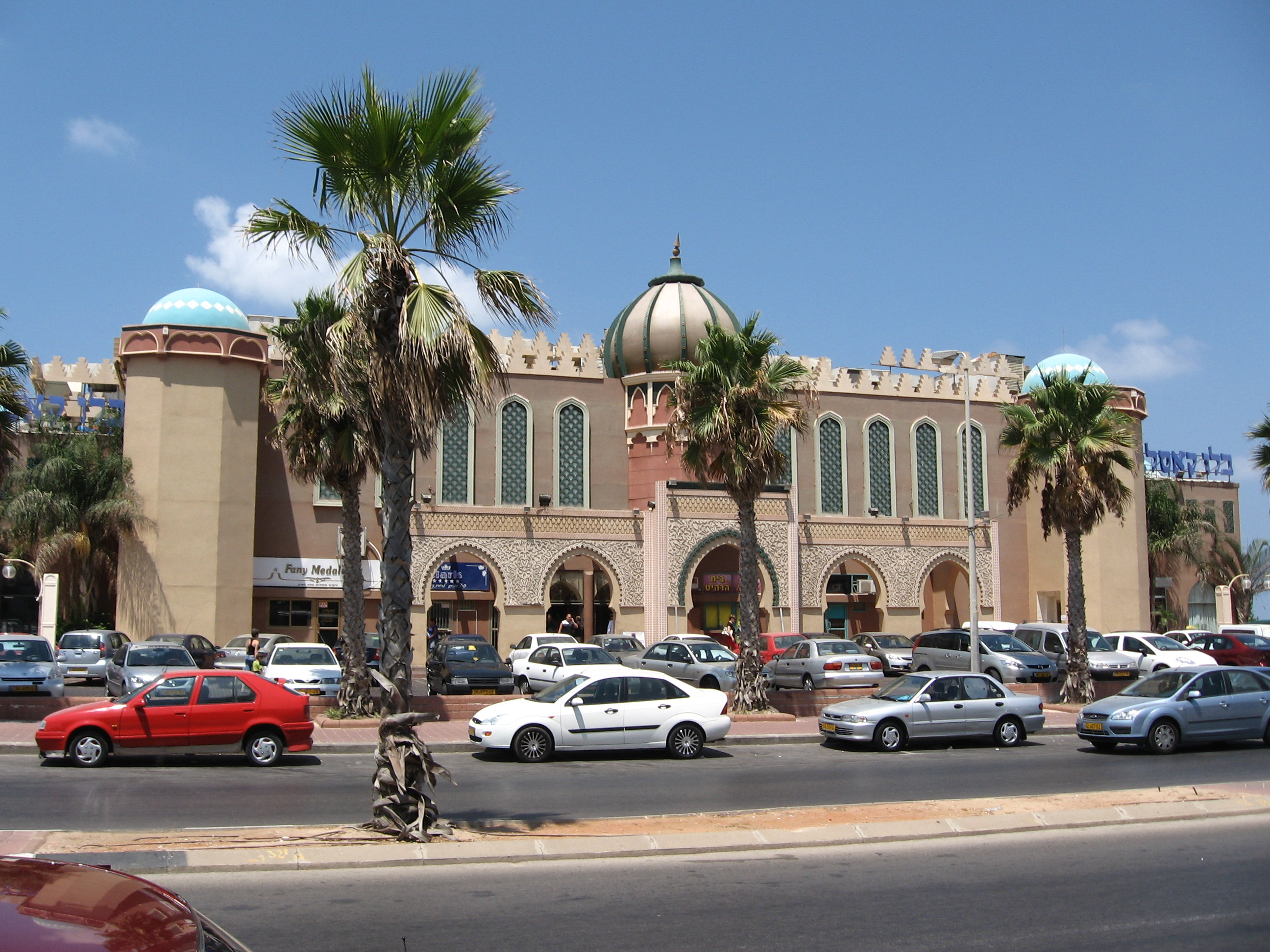
Centrum kultury marokańskiej w Aszdod

W Aszdod znajduje się 41 szkół podstawowych i 16 szkół średnich, w których uczy się około 42 tys. uczniów. Dla władz miejskich edukacja jest priorytetem i znajduje to odzwierciedlenie w przeznaczeniu ponad 30% wydatków rocznych budżetu miasta na system edukacji.
Ze szkół można wymienić: Yitschak Rabin School, Ratamim School, Makif School, Makif Het High School, Amirim School, Eshkol School, Dvir School, Alanim School, Keshet School, New Junior High School, Hofit Public School, Nof Yam School, Ne’ot Ester School, Ha-Kirya School, Shikmim School, Har’el School, Schazar School, Hadar School, Re’im School, Alumim School, Nir School, Ge’ulim School i inne. Natomiast z uczelni religijnych znajdują się tutaj: Chabad School, Ariel Religious School, Hare Religious School, Tsemach Religious School, Ateret Tsvi Jeshiva, Shilo Religious School, Yad Shabtai Religious Junior High School, Ma’alot Religious School, Grudna Jeshiva, Shahar Religious School, Meron Religious School i inne.
W mieście istnieje także możliwość kontynuowania edukacji na poziomie wyższym, w Management College i Technological College.
W Aszdod znajduje się konserwatorium Acadama kształcące zawodowych muzyków. Instytut został założony w 1966 i prowadzi działalność pod nadzorem Ministerstwa Edukacji. Kształci się tutaj 600 młodych muzyków.

## Kultura
Aszdod jest domem izraelskiej Orkiestry Andaluzyjskiej, która wykonuje mieszankę muzyki zachodniej z muzyką arabską. Orkiestra została w 2006 nagrodzona izraelską nagrodą Israel Prize.
Niedawno otworzono w mieście nową salę koncertową MonArt Centrum, w którym mieszczą się galerie sztuki oraz sale koncertowe i teatralne. Najważniejsze wydarzenia kulturalne odbywają się w sali koncertowej Yal LaBanim, która może pomieścić do 1600 widzów.
Muzeum Korin Maman ma stałą ekspozycję archeologii „Świat Filistynów”. W MonArt Centrum mieści się Muzeum Sztuki Aszdod z 13 salami ekspozycyjnymi.

Nowe centrum kultury w Aszdod
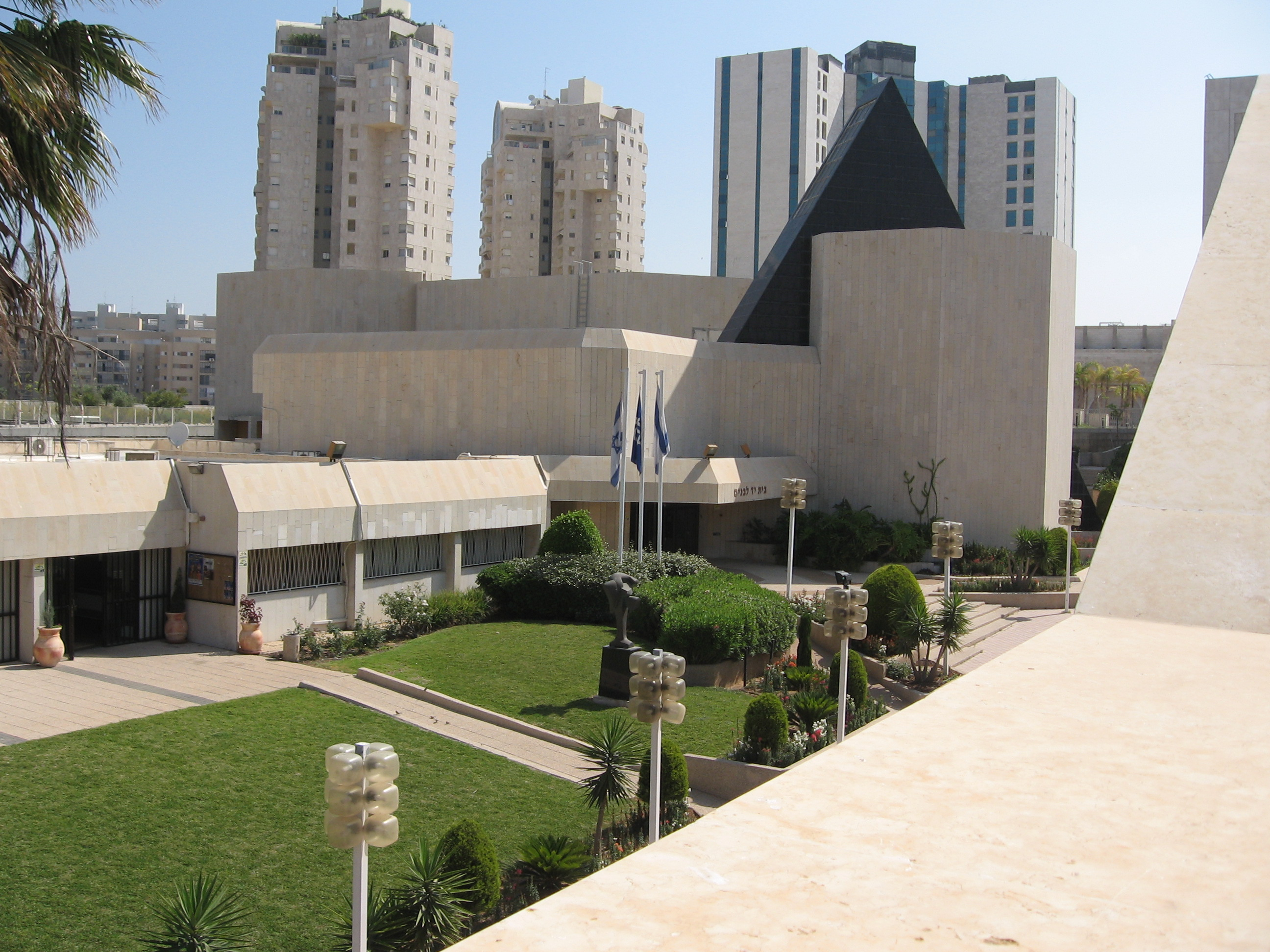
Sala koncertowa Yad LaBanim
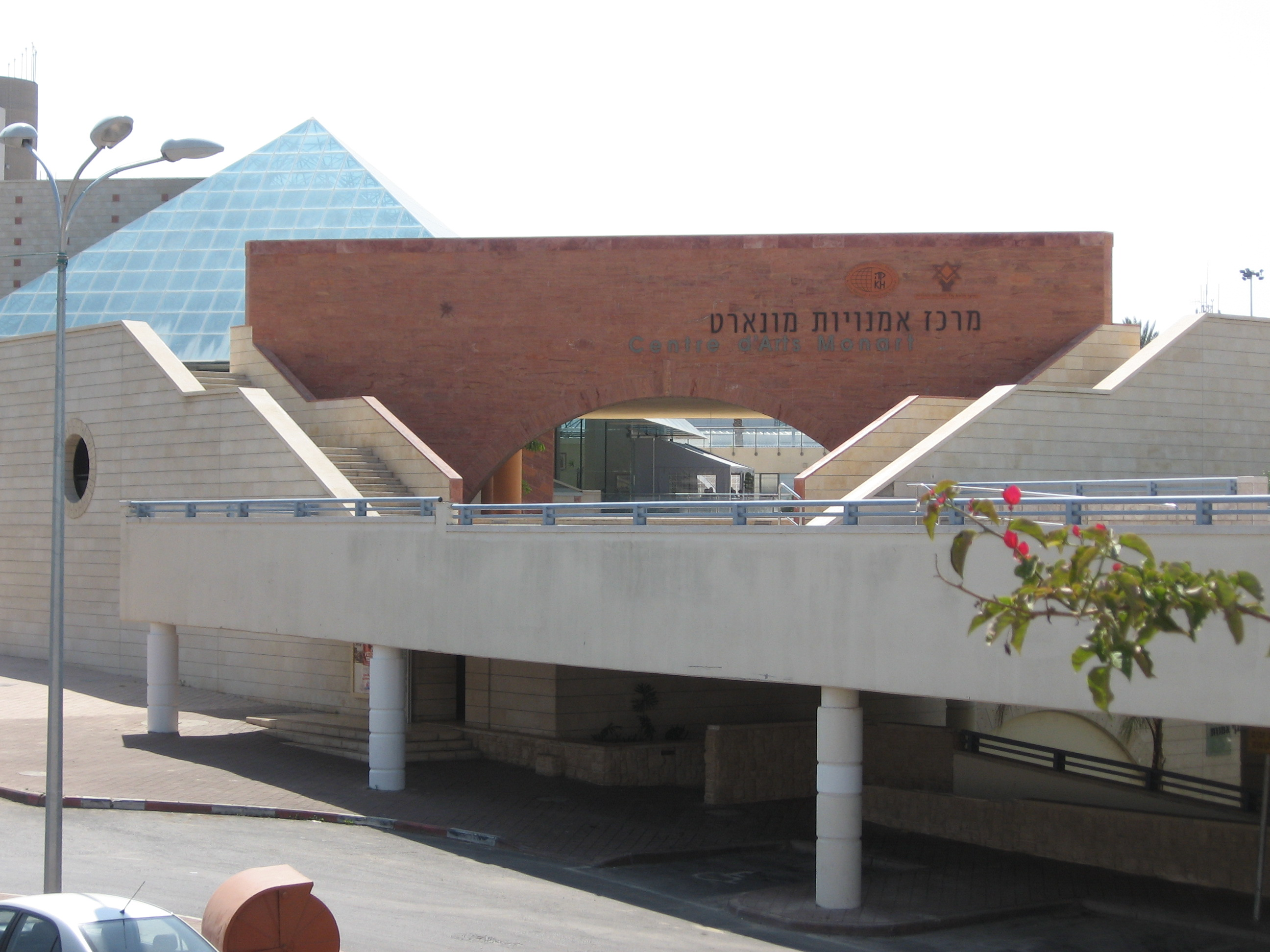
Centrum sztuki MonArt
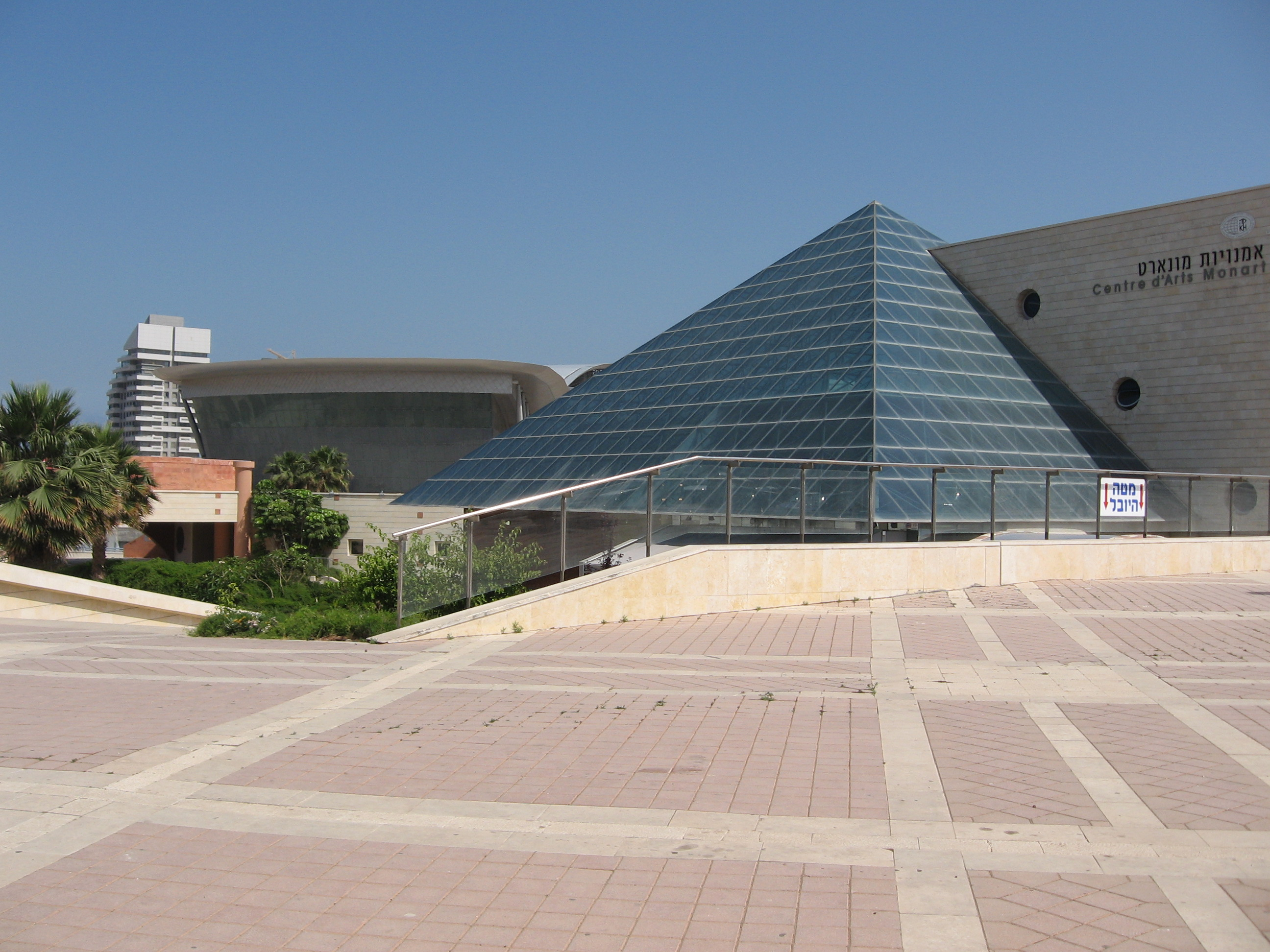
Centrum sztuki MonArt

## Sport

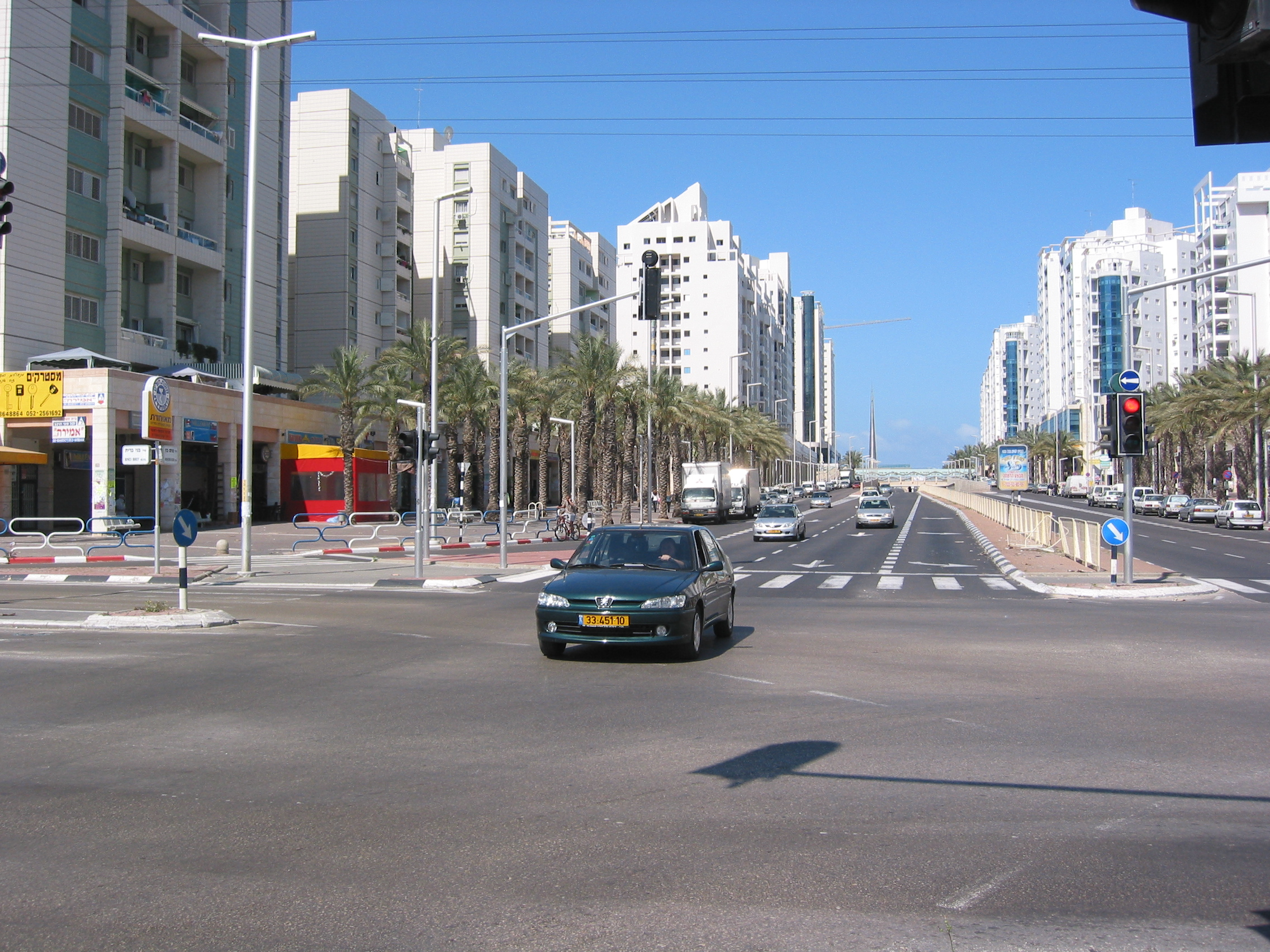
Aszdod

W Aszdod znajduje się stadion Yud Alef na którym swoje mecze rozgrywa drużyna piłki nożnej FC Aszdod w I lidze izraelskiej.
Najlepszą drużyną koszykarską jest Maccabi Aszdod, grająca w II lidze izraelskiej (jej drużyna kobieca gra w I lidze). Rzadkością w Izraelu jest istniejąca w Aszdod drużyna krykietowa.
W mieście jest organizowanych wiele krajowych i międzynarodowych turniejów sportowych, w tym doroczny Międzynarodowy Turniej Szachowy Aszdod.

## Służba zdrowia
W Aszdod znajduje się Centrum Medyczne, które dostarcza specjalistyczne usługi medyczne dla mieszkańców miasta. W kompleksie szpitalnym znajdują się specjalistyczne kliniki gastroskopii, chorób kobiecych, pediatryczna, okulistyczna, chirurgii, kardiologii, centrum dializ i inne.

## Gospodarka
Aszdod jest jednym z najważniejszych ośrodków przemysłowych Izraela. Wszystkie zakłady przemysłowe są zlokalizowane w strefach przemysłowych położonych w północnej części miasta, w rejonie portu morskiego u ujścia rzeki Lachisz do Morza Śródziemnego. Tutejszy port Aszdod jest największym portem Izraela. Przeładowuje się tutaj 60% towarów Izraela. Do portu mogą zawijać statki klasy Panamax. Port ma własną bocznicę kolejową i specjalny terminal do załadunku soli potasowych z obszaru Morza Martwego. W rejonie portu znajdują się siedziby morskich spółek żaglugowych oraz elektrownia Eszkol.
W strefie przemysłowej prowadzi działalność wiele przedsiębiorstw, w tym rafineria ropy naftowej. Przy rafinerii znajduje się duży skład paliw płynnych. Przemysł ciężki rozlokował się na południe od rzeki Lachisz. W jego pobliżu ulokowały się: Teva Pharmaceutical Industries, Elta (część Israel Aircraft Industries – sprzęt radarowy), Elint i inne.

## Turystyka

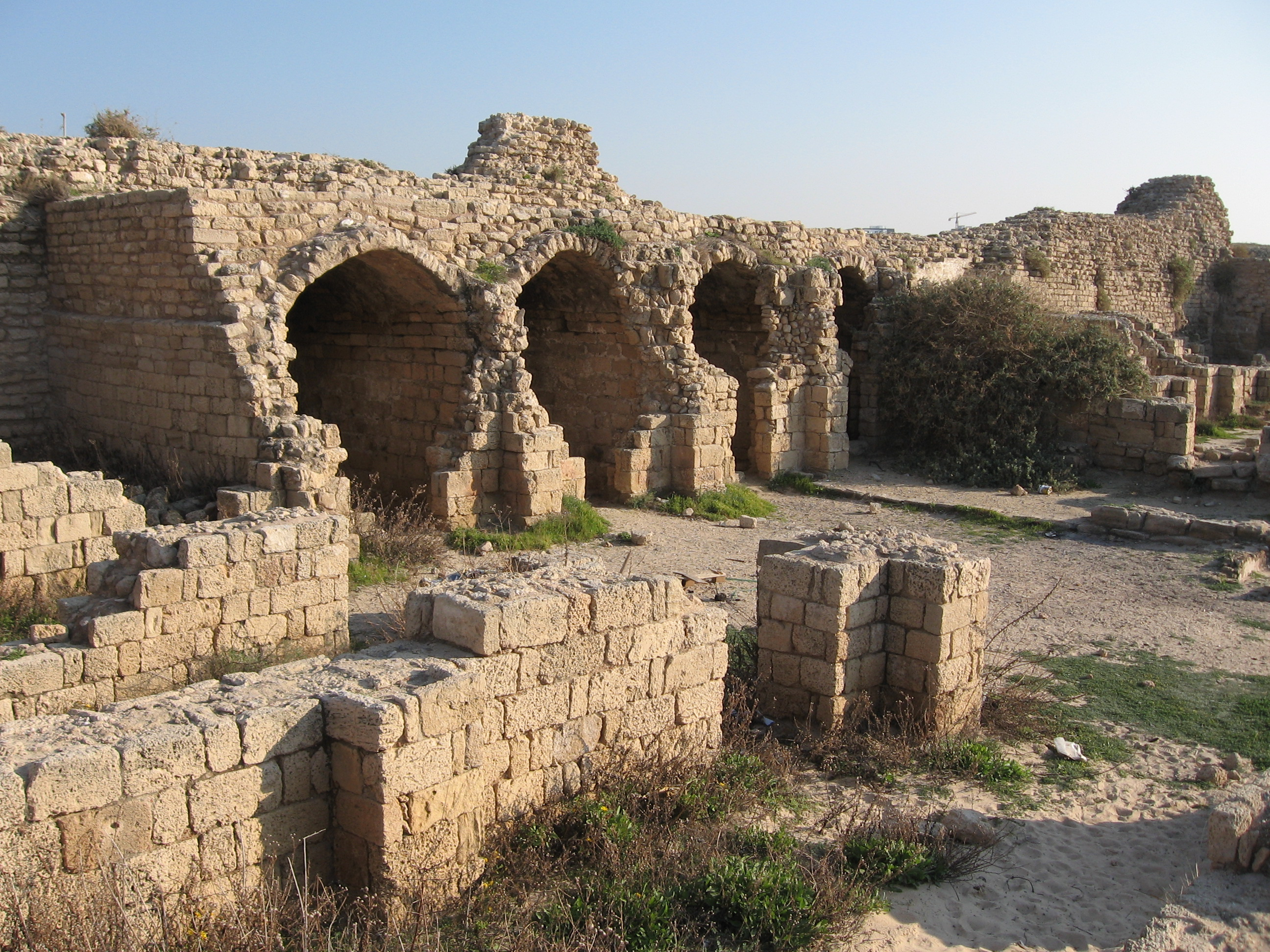
Pozostałości twierdzy Aszdod

Wielką atrakcją turystyczną Aszdod są tutejsze plaże, na których można uprawiać wszystkie sporty wodne, takie jak windsurfing, jachting i nurkowanie. Ogółem sześć plaż oferuje czystą wodę i usługi na wysokim poziomie.
Tutejsza marina „Blue Marina” jest jedną z najnowocześniejszych przystani jachtowych w Izraelu. Jest zlokalizowana pomiędzy pięknymi plażami i dysponujemy bogatym kompleksem hotelowo-rozrywkowym z basenami kąpielowymi i nadmorską promenadą.
Przy nadmorskiej promenadzie HaMidrehof powstały centra handlowo-rozrywkowe oraz kompleksy hotelowe. Trwa budowa infrastruktury turystycznej w południowej riwierze. Planuje się wybudowanie tam siedmiu nowych hoteli i obiektów sportowych przy plaży.
Celem osobnych wycieczek są miejsca wykopalisk archeologicznych oraz ruiny starożytnej fortecy.

## Władze miejskie

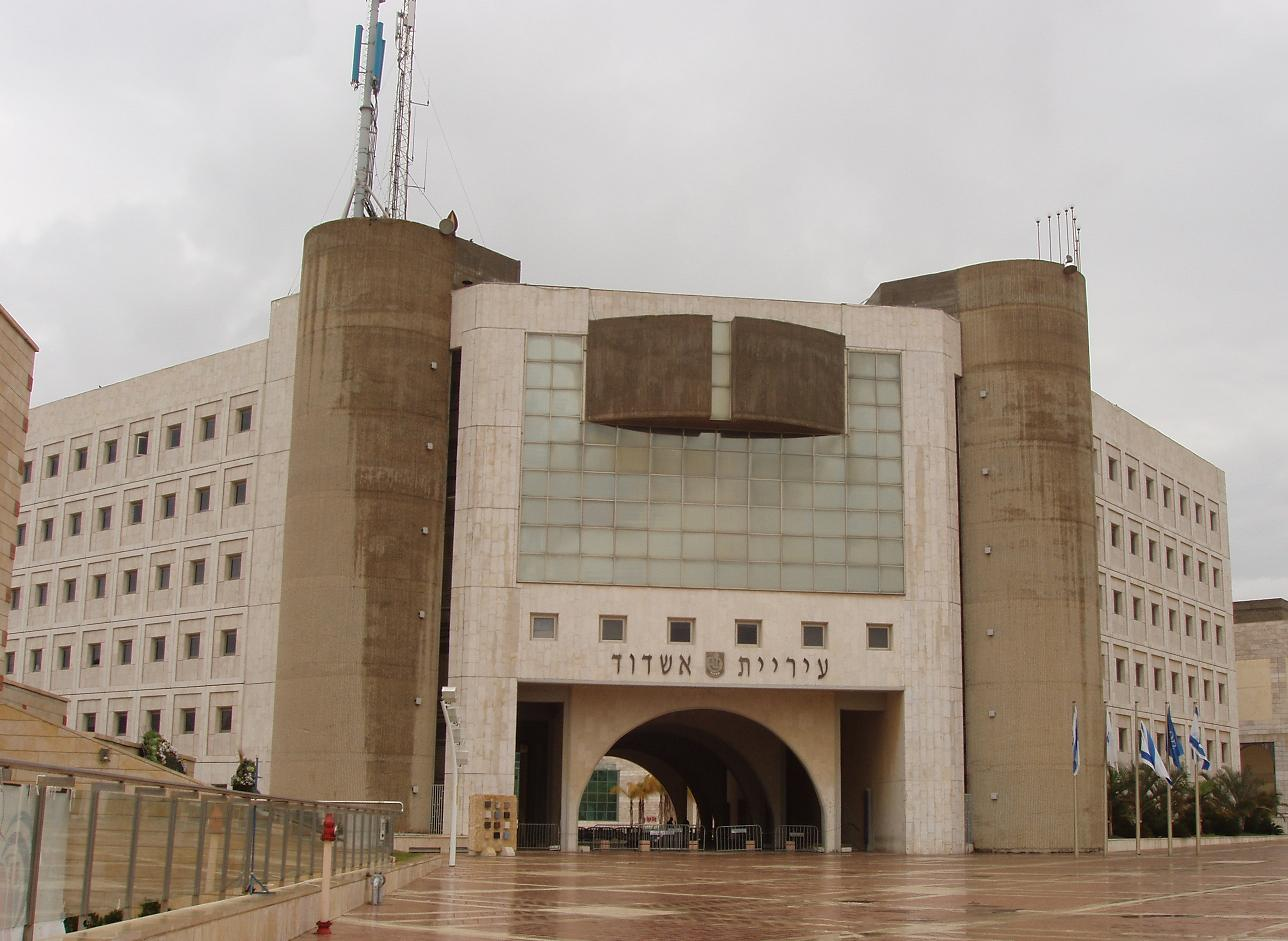
Urząd miejski w Aszdod

Aszdod ogłoszono miastem w 1968. Rada Miejska Aszdod ma dwudziestu pięciu wybieranych członków, z których jeden jest burmistrzem. Burmistrz pełni swoje obowiązki przez okres pięciu lat i ma sześciu zastępców. W Radzie Miejskiej znajdują swoje odbicie wszystkie warstwy społeczne miasta, zarówno świeckie, jak i religijne. Biuro burmistrza znajduje się w ratuszu.

### Burmistrzowie
- 1959–1961 – Dow Gur
- 1961–1963 – Robert Chajjim
- 1963–1969 – Awner Garin
- 1969–1983 – Cewi Silker
- 1983–1989 – Arje Azulaj
- 1989–2008 – Cewi Silker
- od 2008-nadal – Jechi’el Lasri

## Transport
Przy wschodniej granicy miasta przebiega droga ekspresowa, a później autostrada nr 4, która na północ od miasta rozdziela się na drogę ekspresową nr 42. Na wysokości północnej strefy przemysłowej obie te drogi krzyżują się z wychodzącą z portu Aszdod drogą ekspresową nr 41. Linie autobusowe łączą Aszdod z całym krajem. W 1996 wybudowano w mieście nowy dworzec autobusowy.
W południowo-wschodniej części miasta znajduje się stacja kolejowa Aszdod. Pociągi Rakewet Jisra’el jeżdżą stąd do Lod, Tel Awiwu, Binjamina-Giwat Ada, Netanii i Aszkelonu.
Od 1975 port w Aszdod obsługuje statki pasażerskie, utrzymując głównie połączenia z Egiptem.

## Miasta partnerskie
- Bahia Blanca, Argentyna
- Bordeaux, Francja
- Spandau, Niemcy
- Tampa, Stany Zjednoczone
- Zaporoże, Ukraina